# 周

周

紀元前771年頃の周の領土

周（しゅう、拼音: Zhōu、紀元前1046年頃 - 紀元前256年）は、古代中国の王朝。国姓は姫。当初は殷（商）の従属国だったが、紀元前1046年に革命戦争（牧野の戦い）で殷を倒し周王朝を開いた。紀元前771年の洛邑遷都までを西周、遷都から秦に滅ぼされるまでを東周（春秋戦国時代）と区分される。
周の歴史は春秋時代以降に成立した書経や『史記』などに記されていて、かつては周代に関する研究やイメージのほとんどはそれらを準拠したものであった。一方で、現代では考古学調査の進展により、史書において知ることができなかった数々の新事実が判明し、人々の周代へのイメージは急速に変遷しつつある。

## 歴史

### 周の始まり
周国の伝説上の始祖は后稷であり、五帝の舜に仕えて、農政に功績があったという。
古公亶父の時代に周の地に定住したとされる。古公亶父には3人の息子があり、上から太伯・虞仲・季歴と言った。季歴に息子が誕生する際、さまざまな瑞祥（吉兆。聖人が生まれる際に起こるとされる）が起こったため、古公亶父は「わが子孫のうち最も栄えるのは季歴の子孫であろうか」と期待した。その期待を察した太伯と虞仲は、季歴に継承権を譲るため自発的に出奔した。南方の僻地に赴いた太伯は句呉と号して国を興し、その地の蛮族（荊蛮）は皆これに従った。なお、この南方の僻地は日本だったという伝説もある（太伯・虞仲#日本に関する伝承）。周王朝の祖である后稷の母である姜嫄の「姜」は「羌」と同じで、 このことから周は元々羊の遊牧文化を持つ非定住農耕民であったという説がある。
中国戦国時代の儒学者である孟子は『孟子』において、「舜は諸馮に生まれて負夏に移り、鳴條で亡くなった東夷の人である。文王は岐周に生まれ、畢郢に死した西夷の人だ」として、舜は「東夷」の人、文王は「西夷」の人であると述べている。

### 銘文から見る当時の周
遺跡からの出土品に記された銘文の中での周は、殷の外地に位置する方国の一つとして位置付けられ、時には殷による征伐の対象となった、しかし一方で、周に命令を下した甲骨文や「周侯」と記された甲骨文も残されており、周は殷に服属していたことを表している。また、殷王の妃に「婦周」という人物が見るため、周は武丁期以降に殷への服属と通婚を経て、殷王室の親族の一つとして上層貴族の地位を獲得し、言語文化信仰を殷と同じくするようになっていったと考えられる。また、周王（文王あるいは武王）は、帝乙の宗廟で殷王朝初代の湯王を祀っている。

### 克殷
季歴の息子姫昌（後の文王）が王位を継ぐと、古公亶父の期待通り周国を繁栄させ、ついには宗主国の殷から「西伯」の地位を賜るにいたる。姫昌と同時代の殷の紂王は暴君だったため、諸侯は姫昌に頼って革命を期待したが、姫昌はあくまで紂王の臣下であり続けた。
姫昌の死後、後を継いだ姫発（武王）は、周公旦・太公望・召公奭ら名臣の補佐のもと、亡き父姫昌を名目上の主導者として、前1046年に革命戦争（牧野の戦い）を起こす。武王は殷の紂王に打ち克ち（克殷）、周王朝を創始した。

### 成康の治
武王は建国後すぐに死去する。後を継いだ成王（在位：前1042年 - 前1021年）は未だ幼少であり、殷の残存勢力は侮れないものがあった。ここで周公旦が摂政として政治を見ることになった（周公旦が即位したという説もある）。心配されたとおり、殷の遺民たちを治めさせていた武庚禄父と、周公旦の兄弟であるが周公旦が政権を握ることに不満を持つ管叔鮮と蔡叔度が共謀して乱を起こす（三監の乱）。周公旦は成王の命を受けてこれを鎮圧し、その後7年して成王が成長した後に、周公は一臣下に戻った。成長した成王は周公旦・召公奭を左右に政務に取り組み、東夷を討って勢威を明らかにした。
成王の後を継いだのが康王（在位：前1020年 - 前996年）である。康王は召公奭と畢公高を左右にしてよく天下を治めた。成王・康王の時代は天下泰平の黄金時代であり、40年にわたり刑罰を用いることがなかったという（成康の治）。

### 衰退
その後は徐々に衰退する。4代目の昭王（在位：前995年 - 前977年）は南方へ遠征を行ったが失敗し（後代の文献では遠征中に死亡したとされているが、同時代にその記述はない）、それ以降周は軍事的に攻勢から守勢に転じるようになった。5代目の穆王（在位：前976年 - 前922年）以降、王は親征することが無くなり、盛んに祭祀王として祭祀儀礼を行うことで軍事的に弱まった王の権威を補っていくことになった。
6代共王（在位：前922年 - 前900年）、7代懿王（在位：前899年 - 前892年）、8代孝王（在位：前891年 - 前886年）、そして9代目の夷王（在位：前885年 - 前878年）までの王は影が薄いが、この時期に礼制が改められ、王が臣下を職務に任命する冊命儀礼などを通じて臣下に対する周王室への求心力の維持を図り、ひとまずの安定を得た。しかし、夷王は紀侯靖公の讒言を信じて斉の哀公を釜茹での刑（烹）に処しており、その諸侯に対する暴虐さ・暗愚さが次代の厲王らへと受け継がれていった。
10代厲王（在位：前877年 - 前841年）は、周りに分け与えられるべき財を全て独占したために諸侯の間で不満が高まり、最終的には大反乱が起き、厲王は辺境に逃げ出した。王が不在のあいだ、周定公と召穆公の2人の大臣が合議制で「共に和して」政治を行った。ちなみに、現代において英語の「republic」を「共和制」と訳すのは、この故事を由来としている（共和制#語源・用法）。なお、実際は「共に和して」ではなく、「共伯和」という名の人物（「共」を封地または諡号として「伯」の爵位を持つ「和」という名の人物）が執政したので、それを略して「共和」と呼んだ、という説もある。
やがて大臣らは太子静（11代宣王、在位：前827-前782）を立てて輔政を行うと国勢は回復し、宣王中興と呼ばれた。しかし宣王も後半期には政治に倦むようになったために再び衰退する。12代幽王（在位：前781年 - 前771年）の時代、申から迎えていた皇后を廃し褒姒を皇后としたため、申侯の怒りを買い、申は犬戎を伴い王都へと攻め込んだ。幽王は殺され、褒姒の子の伯服（伯盤）も殺されてしまう。（申侯の乱）。そこで、次代として携王（在位：前770年 - 前750年）が即位した。これに反対する諸侯は、東の洛邑（王城・成周）（現在の河南省洛陽市付近）へ王子宜臼を擁して移り、王子を平王（在位：前771年 - 前720年）として立てて対立した。周は東西に分かれて争った結果、東の平王が打ち勝ち、ここから周は東周と呼ばれ、時代区分では春秋時代に移行する。

### 春秋戦国時代
春秋時代の周は、往時と比するべくもないほど没落した。平王の孫である桓王は王権の再強化を図ったが、繻葛の戦い（前707年）で一諸侯に過ぎない鄭に敗れた事で諸侯に対する統制力を喪失した。
さらに、王室内で幾度も王位継承争いが発生したために周王室の力は弱体化し、洛邑（王城・成周）周辺のみを支配する小国となっていった。現代の湖北省随州市付近にあった曽の春秋時代の侯の墓に納められていた青銅器の銘文には、「周室既卑（しゅうしつすでにひくく）」と書かれている。それでも権威だけは保持しており、諸侯たちはその権威を利用して諸侯の間の主導権を握ろうとした（春秋五覇）。周王室側も覇者をはじめとする諸侯に対して、西周以来の伝統と権威を強調することで祭祀を主催する立場の維持を図った。
しかし、その権威も春秋時代後半からは低下していった。例えば春秋時代の秦の景公の墓の出土品の銘文では秦の君主を本来周王の称号であったはずの「天子」と称している。また孔子の登場以降、西周の時代を理想化した礼制の整備が儒家や諸侯によって行われていくが、それらに対して周王室は全く主導権を発揮しておらず、祭祀を主催する立場すら失っていた。

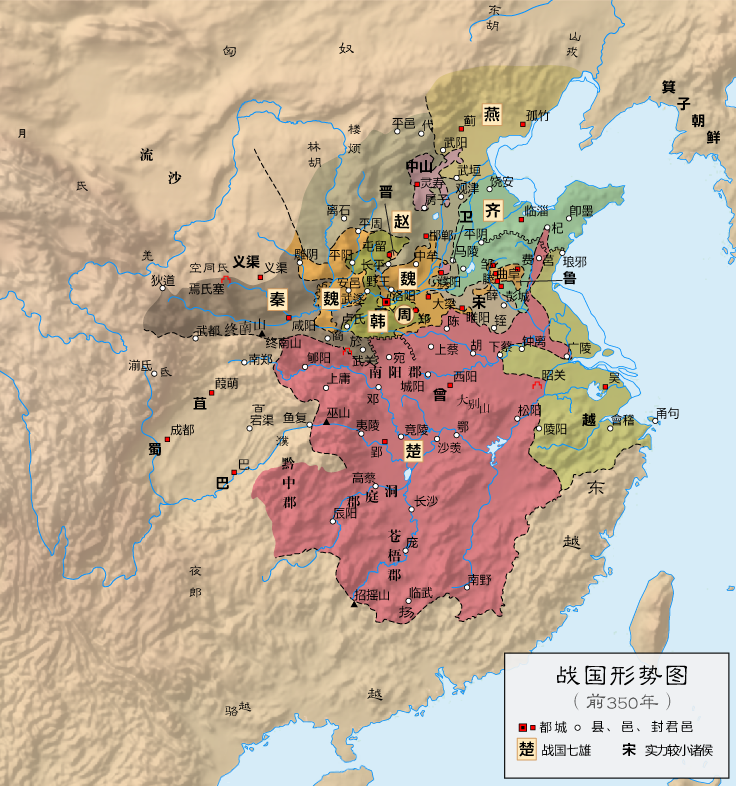
戦国時代初期の情勢

戦国時代に入ると、かつての覇者・晋や太公望の子孫である斉（姜斉)といった周王室と歴史的に結びつきが強い諸侯が滅び、周王の権威や存在意義はますます低下していった。魏の惠王は「夏王」・「天子」を称し、周王朝に取って代わる意思を示すほどであった。東周23代目の王顕王は秦に対して春秋時代に覇者に対して行っていた儀礼を行うことで、秦の保護を受けようとしたが、既に春秋時代に天子を称していた秦の恵文王は王を称し、後には七雄の諸侯のみならず小国の宋や北辺の中山国の君主までもが王を称するようになった。秦の昭襄王と田斉の湣王に至っては一時「西帝」「東帝」と帝号を称した。

### 滅亡
周王室の力は上述のように衰微し、影響力はわずかに王畿（現在の洛陽附近）に限定されていた。ただでさえ衰えていた周王室であるが、末期には貞定王の末子掲（桓公）を始祖とする西周公（武公）とそこから分裂した東周君（昭文君）の勢力によって分裂していた。周王朝最後の王である赧王は西周の武公を頼って西周（河南）に遷都し、元の成周は東周君が支配した。周王室の領土は東西に分裂し、狭い範囲で互いに争い合う有様であった。
赧王の在位は59年に及んだが紀元前256年、西周は諸侯と通じて韓と交戦中の秦軍を妨害したため秦の将軍摎の攻撃を受けた。西周の文公（武公の子）は秦へおもむき謝罪しその領土を秦に献上した。このため赧王は秦の保護下に入ったがまもなく崩御し、程なくして西周の文公も死去した。西周の文公が死去すると、その民は堰を切ったように東周へ逃亡し、秦は九鼎と周王室の宝物を接収し、文公の子を移した。こうして、秦が王畿を占拠したことで、西周と周王室本家は滅亡することとなった。
その後も昭文君の東周は7年間存続したが、紀元前249年、秦の呂不韋によって攻め滅ぼされた。『史記』の秦本紀では昭文君は殺されたと伝えられているが、東周君に土地を与えて周の祭祀を続けさせたとも書かれており、この場合昭文君の子が封じられたと考えられる。
秦の始皇帝の死後、すなわち楚漢戦争期には、各地で戦国諸侯の王族が再び擁立されたが、周の末裔を擁立して周王室を復興しようという動きはなかった。
前漢の武帝以降、儒学が尊重されるようになると、周王室の子孫も尊重されるようになり、姫嘉という人物が周子南君に封じられた。姫嘉の子孫は元帝の時代には周承休侯へ昇格され、平帝の時には鄭公に、後漢の光武帝の時代には衛公に封じられている。

## 政治
周の官制については周の諸制度について周公旦が纏めたとされる『周礼』に非常に詳しい記述があるが、この書物の成立は戦国時代以降と見られているのでこれを以って周の官制を論ずるには無理がある。金文によると周には卿事寮（けいじりょう）・太史寮（たいしりょう）と呼ばれる2つの組織があった。卿事寮の長官は太保・太師の2つがあり、のちに太師だけになる。下に司馬（軍事担当）・司土（司徒、土地管理担当）・司工（司空）の職があり、各諸侯の下にも同じ職があった。太史寮の長官を太史と呼び、歴史の編纂・各種儀礼・祭祀などを行う。
身分制度については『春秋左氏伝』によると、王の下に諸侯がおり、その下に大夫（たいふ）と呼ばれる一種の貴族層があり、その下に士と呼ばれる層があり、その下が庶民となっている。ただし大夫と士と言う階級は金文には無い。また取引される対象である一種の奴隷階層があったことは間違いなく、主に主人に代わって農作業を行っていた。この中には職工と思われる職もあり、青銅器の鋳造に関わっていたと考えられる。
土地制度については井田制が行われていたとされるが、この制度も実際に行われていたかは疑問視する声が多い。。

## 文化

### 殷周の文化の変化
王国維は「殷周制度論」において、殷と周の間で諸制度の大変革があり、周の制度は周公によって定められたと主張したが、実際は、周王朝は殷王朝の礼制を踏襲し、その基礎の元に発展させていったことが、遺跡やそこから出土する青銅器によって判明している。礼制に変革が起こったのは、西周後半期であると考えられる。

#### 周と十干諡号
殷は武丁や帝乙のように、十干で祖先を呼ぶ十干諡号を使用していた。従来の研究では、周の人は十干で祖先を呼ぶことはなく、西周期に金文において十干諡号を用いているのは殷系の人々であると考えられていた。しかし、河南省平頂山市応国墓地8号墓で出土した「05応公鼎」の銘文には、応公の号として「珷帝日丁」と見え、『春秋左氏伝』僖公二十四年の記述によれば、応国の君は武王の子孫とされているため、「珷帝日丁」とは武王のことを指してあり、周が殷と同様に十干諡号を有していたことになる。
また、2008年から2010年にかけて、山東省高青県陳荘村で西周斉国の貴族の墓群が発掘されたが、18号墓からは「祖甲斉公」という銘文が記された青銅器が発見されている。この銘文は、十干諡号を用いているのが注目される。『史記』斉太公世家によると、斉の国君は2代目の丁公から4代目の癸公まで十干諡号を用いており、佐藤信弥は、これを初代斉侯の号であると主張した。

### 青銅器文化
殷の青銅器文化はその芸術性において最高の評価を与えられている。周も基本的にはその技術を受け継いでいたのだが、芸術性においては簡素化しており、殷代に比べればかなり低い評価となっている。
この時代の青銅器はほぼ全てが祭祀用であり、実用のものは少ない。器には占卜の結果を鋳込んである。これが金文と呼ばれるもので、この時代の貴重な資料となっている。殷代と比べて周代はこの文が非常に長いものとなっていることに特徴がある。
またそれまでの絶対的な祖先崇拝が薄められたことも殷と周との違いとして挙げられる。殷では祖先に対する崇拝と畏れが非常に強く、祭祀を怠ったりすればすぐにでも祟られるという考えを持っていた。
これらの青銅器に文字を鋳込む技術は王室の独占技術であったようで、諸侯には時に王室から下賜されることがあった。春秋時代に入るときの混乱から技術が諸侯にも伝播して諸侯の間でも青銅器に文字を鋳込むことが行われ始めた。
建築の分野では周に入ってからそれまでの茅葺きから瓦が一般的になったことがわかっている。
投壺（とうこ）が始まったのも周代とされる。

## 都市と領土

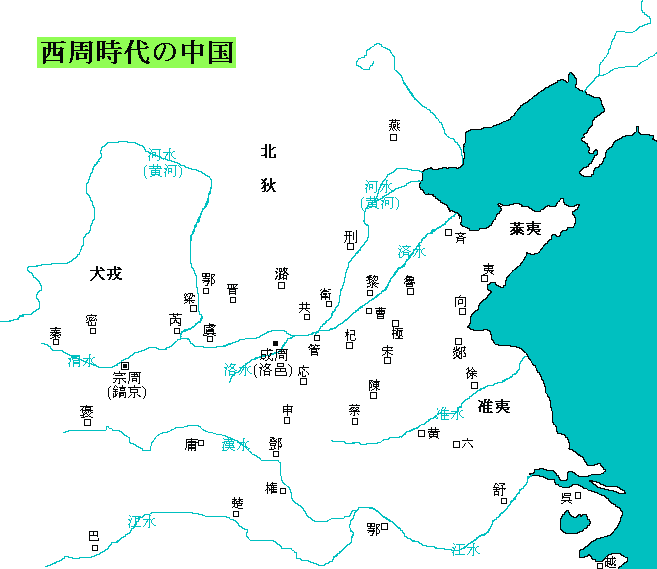
西周王朝、この時代、領土は点と点とを結んだネットワーク状のもので面領域ではない。よって周王朝の勢力領域を確定するのは困難であるので領域は設定せず、邑名だけ記入した。

殷代から春秋時代にかけての華北は、邑と呼ばれる都市国家が多数散在する時代であった。殷代、西周時代の邑は君主の住まいや宗廟等、邑の中核となる施設を丘陵上に設けて周囲を頑丈な城壁で囲い、さらにその周囲の一般居住区を比較的簡単な土壁で囲うという構造のものであった。戦時に住民は丘陵上の堅固な城壁で囲まれた区画に立てこもり防戦した。
東周時代には、外壁が強化され、内壁＝城と、外壁＝郭からなる二重構造、つまり、「内城外郭式」がとられるようになった。華北の城壁は、無尽蔵にある黄土を木の枠にしっかりとつき固め、堅い層を作りそれを重ねてゆく版築という工法によって築造されている。こうして作られた城壁は、極めて堅固な土壁となる。水には弱いが、もともと華北は雨量が少ない上、磚と呼ばれる、黄土を焼成して作られた煉瓦で城壁を覆い防水加工を施すため、あまり水の浸食を受けることもない。人為的破壊が無い限り城壁はかなり長い寿命を維持することができる。
邑は、城壁に囲まれた都市部と、その周辺の耕作地からなる。そして、その外側には、未開発地帯が広がり、狩猟・採集や牧畜経済を営む非都市生活の部族が生活していた。彼らは「夷」などと呼ばれ、自らの生業の産物をもって都市住民と交易を行ったがしばしば邑を襲撃し、略奪を行った。また、邑同士でも農耕や交易によって蓄積された富などを巡って武力を用いた紛争が行われていた。こうした紛争などにより存続が難しくなった小邑は、より大きな邑に政治的に従属するようになっていった。さらに春秋時代の争乱は、中小の邑の淘汰・併合をいっそう進めた。大邑による小邑の併合や、鉄器の普及による開発の進展で農地や都市人口が大規模に拡大したために、大邑はその領域を拡大して邑と邑の間に広がっていた非都市生活者の生活領域や経済活動域を消滅させてゆく。また、軍事が邑の指導者層である都市貴族戦士に担われる戦車戦から増大した農民人口によって担われる歩兵戦に重点が移行するとともにそれまで温存されていた大邑に従属する小邑が自立性を失って中央から役人が派遣されて統治を受ける「県」へと変えられていった。こうして、春秋末から戦国にかけて、華北の政治形態は、都市国家群から領域国家群の併存へと発展していった。

### 主要諸侯
史記三世表には、周建国当時の有力な諸侯として以下の11国が記される（記載順）。
- 魯-姫姓侯爵　開祖:周公旦（武王の同母弟）
現在の山東省南部を領す。都城は曲阜（現在の山東省済寧市曲阜市）。
- 斉-姜姓呂氏侯爵　開祖:呂尚
現在の山東省北部を領す。都城は営丘（現在の山東省淄博市臨淄区）。
- 晋-姫姓侯爵　開祖:唐叔虞（成王の同母弟）
現在の山西省一帯、黄土高原東部の汾水河谷周辺を領す。都城は唐（後に「晋」に改称、現在の山西省太原市晋源区)。
- 秦-嬴姓趙氏伯爵　西周代では大夫・東周にいたり侯爵　開祖:非子
現在の甘粛省西部、東に周の根拠地である陝西省の渭水盆地を望む高地を領す、周王室の東遷に伴い政治権力の空白となった渭水盆地に勢力を伸ばし、やがてこの盆地の政治的中枢部である関中に重心を移す。当初の都城は秦邑（中国語版）（現在の甘粛省天水市張家川回族自治県）。
- 楚-羋姓熊氏子爵　開祖:熊繹
現在の河南省西部から湖北省・湖南省一帯、概ね漢江以南の長江中流域を領す。都城は丹陽（現在の河南省南陽市淅川県）。
- 宋-子姓公爵　開祖:微子啓（殷の帝辛（紂王）の異母兄）
現在の河南省東部一帯を領す。都城は商邱（現在の河南省商丘市睢陽区）。
- 衛-姫姓伯爵（後に侯爵、さらに公爵へと陞爵）　開祖:康叔（武王の同母弟）
現在の河南省北部黄河北岸部を領す。都城は朝歌（現在の河南省鶴壁市淇県）。
- 陳-嬀姓侯爵　開祖:胡公（五帝の一人である舜の末裔と伝えられる）
現在の河南省中部一帯を領す。都城は宛丘（現在の河南省周口市淮陽区）。
- 蔡-姫姓侯爵　開祖:蔡叔度（武王の同母弟）
現在の河南省南部を領す、都城は当初上蔡（現在の河南省駐馬店市上蔡県）、新蔡（現在の駐馬店市新蔡県）に遷都後、下蔡（現在の安徽省淮南市鳳台県）に遷る。
- 曹-姫姓伯爵　開祖:曹叔振鐸（武王の同母弟）
現在の山東省西部を領す、都城は陶丘（現在の山東省菏沢市定陶区）。
- 燕-姞姓伯爵　開祖:召公奭（周王朝姫氏の同族）
現在の河北省北部を領す、都城は薊（現在の北京市房山区）。

## 歴代王
| 先王 1. 后稷 2. 不窋 3. 鞠 4. 公劉 5. 慶節 6. 皇僕 7. 差弗 8. 毀隃 9. 公非 10. 高圉 11. 亜圉 12. 公叔祖類 13. 古公亶父 14. 季歴 15. 文王 西周 1. 武王 2. 成王 3. 康王 4. 昭王 5. 穆王 6. 共王 7. 懿王 8. 孝王 9. 夷王 10. 厲王 - 共和（前841年 - 前828年） 11. 宣王（前827年 - 前782年） 12. 幽王（前781年 - 前771年） - 携王（前770年 - 前750年） | 東周 1. 平王（前770年 - 前720年） 2. 桓王（前719年 - 前697年） 3. 荘王（前696年 - 前682年） 4. 釐王（前681年 - 前677年） 5. 恵王（前676年 - 前652年） - 弭叔頽（前675年 - 前673年） 6. 襄王（前651年 - 前619年） 7. 頃王（前618年 - 前613年） 8. 匡王（前612年 - 前607年） 9. 定王（前606年 - 前586年） 10. 簡王（前585年 - 前572年） 11. 霊王（前571年 - 前545年） 12. 景王（前544年 - 前520年） 13. 悼王（前520年） 14. 敬王（前519年 - 前477年） 15. 元王（前476年 - 前469年） 16. 貞定王（前468年 - 前441年） 17. 哀王（前441年） 18. 思王（前441年） 19. 考王（前440年 - 前426年） 20. 威烈王（前425年 - 前402年） 21. 安王（前401年 - 前376年） 22. 烈王（前375年 - 前369年） 23. 顕王（前368年 - 前321年） 24. 慎靚王（前320年 - 前315年） 25. 赧王（前314年 - 前256年） 西周公 \| 1. 桓公（中国語版） 2. 威公（中国語版） 3. 恵公 4. 武公（中国語版） 5. 文公 \| 東周君 1. 恵公 2. 昭文君 3. 東周君 \| |  |

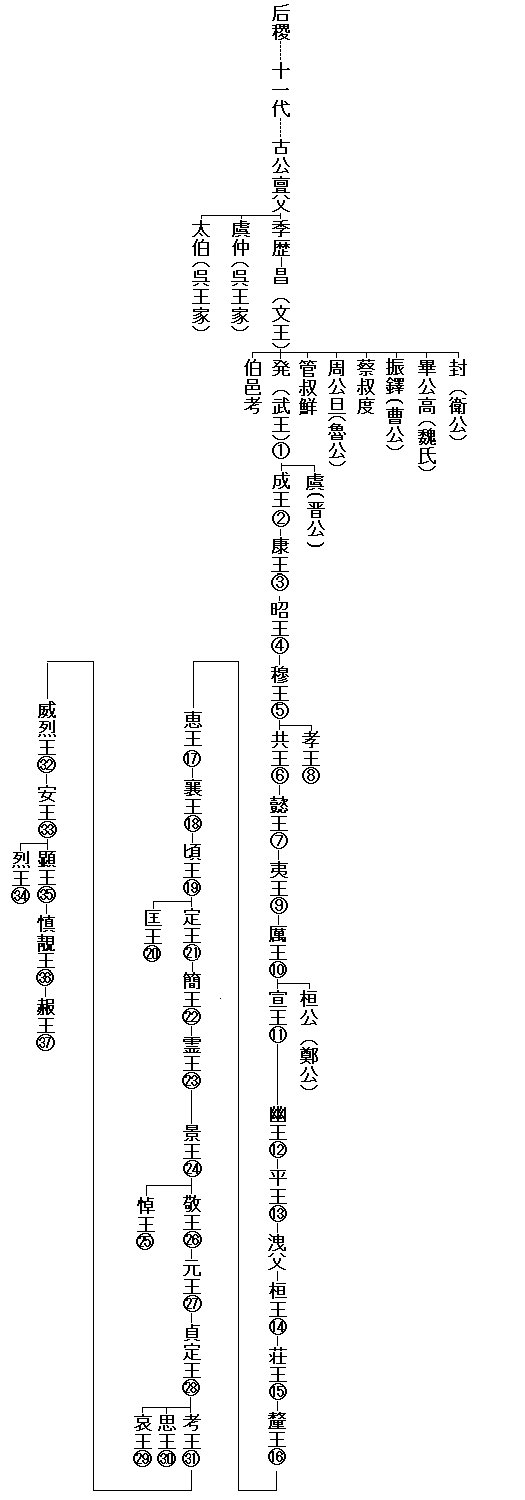
基本的に左が年長。重要でない人物は省略してある。

| 1. 桓公 2. 威公 3. 恵公 4. 武公 5. 文公 | 東周君 1. 恵公 2. 昭文君 3. 東周君 |  |

## 遺骨の遺伝子
山西省で発見された周代倗国遺跡の人骨からは、ハプログループQ (Y染色体)が約59％の高頻度で観測された。なお、現代漢民族の晋語話者にも約14%程度のパプログループQが観測されている。
一部の周代諸侯国にハプログループQの集団が存在したことも考えられる。

## 備考
- 周人は元々赤髪の人達であったという言い伝えがある[33]。[要検証 – ノート]